# 桂琛
桂琛（1424年—？），字獻之，浙江寧波府慈谿縣人，民籍，明朝政治人物。進士出身。

## 生平
浙江鄉試第二十四名。景泰五年（1454年）甲戌科會試第一百九十二名，殿試登進士第二甲第九十七名。

## 家族
曾祖桂賢。祖父桂玄榮。父亲桂讓。